# Keskvere (Lääne-Nigula)
Koordinaten: 58° 49′ N, 23° 50′ O
Keskvere (deutsch Keskfer) ist ein Dorf (estnisch küla) in der Landgemeinde Lääne-Nigula (bis 2017: Landgemeinde Martna) im Kreis Lääne in Estland.

## Einwohnerschaft und Lage
Der Ort hat 29 Einwohner (Stand 31. Dezember 2011). Er liegt 21 Kilometer südöstlich der Landkreishauptstadt Haapsalu. Durch das Dorf fließt der Fluss Rannamõisa (Rannamõisa jõgi), der in die Bucht von Matsalu mündet.

## Geschichte
Am Anfang des 16. Jahrhunderts war der Ort eine Präbende der Domherren von Haapsalu. Lange Zeit stand das Gut im Eigentum der adligen deutschbaltischen Familie Ungern-Sternberg.
Um die Mitte des 18. Jahrhunderts entstand das Herrenhaus des örtlichen Guts aus Holz. Das eingeschossige Haus erinnert an einer Bauerngebäude, allerdings deuten Details auf eine aristokratische Eigentümerschaft hin. Es zeigt barocke Züge. Der Mantelschornstein und zwei barocke Kachelöfen sind historisch. Neben dem Haupthaus sind einige Nebengebäude erhalten.
In dem Komplex befindet sich heute ein Kulturzentrum (Keskvere Kultuurikoda).